# U/19-EM i håndbold 2009 (kvinder)
U/19-EM i håndbold 2009 for kvinder var det tredje U/19-EM i håndbold for kvinder, og mesterskabet blev arrangeret af EHF. Slutrunden med deltagelse af 16 hold blev afviklet i byerne Győr, Pápa og Szombathely i Ungarn i perioden 14. – 23. august 2009.
Mesterskabet blev for første gang vundet af Norge, som i finalen besejrede Ungarn med 29-27. Bronzemedaljerne gik til Rusland, som vandt over Tyskland i bronzekampen. Til gengæld blev turneringen en skuffelse for Danmarks forsvarende europamestre, som endte på 13.-pladsen.

## Slutrunde
Værtslandet Ungarn var direkte kvalificeret til slutrunden sammen med de to bedste hold fra U/17-EM 2007: Frankrig og Spanien. Slutrundens øvrige 13 hold blev fundet ved en kvalifikationsturnering, der blev spillet i perioden 10. – 12. april 2009, og følgende hold kvalificerede sig: Slovenien, Slovakiet, Danmark, Polen, Holland, Østrig, Montenegro, Serbien, Rusland, Rumænien, Tyskland, Norge og Sverige.
Lodtrækningen til gruppeinddelingen af de kvalificerede hold fandt sted den 21. april 2009 i EHF-hovedkvarteret i Wien og resulterede i følgende indledende grupper:
| Gruppe A  |
| --------- |
| Spanien   |
| Slovenien |
| Norge     |
| Østrig    |

| Gruppe B   |
| ---------- |
| Frankrig   |
| Montenegro |
| Ungarn     |
| Slovakiet  |

| Gruppe C |
| -------- |
| Holland  |
| Danmark  |
| Sverige  |
| Rumænien |

| Gruppe D |
| -------- |
| Rusland  |
| Tyskland |
| Serbien  |
| Polen    |

### Indledende runde
De 16 hold var inddelt i fire grupper med fire hold i hver. Holdene i hver gruppe spillede alle-mod-alle, og de to bedst placerede hold i hver gruppe gik videre til hovedrunden om placeringerne 1-8, mens nr. 3 og 4 i hver grupper spillede videre i mellemrunden om 9. – 16.-pladsen.

#### Gruppe A
| Dato  | Kamp                | Res.  |
| ----- | ------------------- | ----- |
| 14.8. | Spanien - Norge     | 19-22 |
| 14.8. | Slovenien - Østrig  | 34-31 |
| 15.8. | Østrig - Spanien    | 23-25 |
| 15.8. | Norge - Slovenien   | 26-23 |
| 16.8. | Spanien - Slovenien | 28-25 |
| 16.8. | Norge - Østrig      | 32-23 |

| Hold      | Dato | Kamp  | Res. |
| --------- | ---- | ----- | ---- |
| Norge     | 3    | 80-65 | 6    |
| Spanien   | 3    | 72-70 | 4    |
| Slovenien | 3    | 82-85 | 2    |
| Østrig    | 3    | 77-91 | 0    |

#### Gruppe B
| Dato  | Kamp                   | Res.  |
| ----- | ---------------------- | ----- |
| 14.8. | Frankrig - Ungarn      | 17-28 |
| 14.8. | Montenegro - Slovakiet | 24-23 |
| 15.8. | Slovakiet - Frankrig   | 23-35 |
| 15.8. | Ungarn - Montenegro    | 27-20 |
| 16.8. | Frankrig - Montenegro  | 20-20 |
| 16.8. | Ungarn - Slovakiet     | 28-16 |

| Hold       | Dato | Kamp  | Res. |
| ---------- | ---- | ----- | ---- |
| Ungarn     | 3    | 83-53 | 6    |
| Frankrig   | 3    | 72-71 | 3    |
| Montenegro | 3    | 64-70 | 3    |
| Slovakiet  | 3    | 62-87 | 0    |

#### Gruppe C
| Dato  | Kamp               | Res.  |
| ----- | ------------------ | ----- |
| 14.8. | Holland - Sverige  | 30-23 |
| 14.8. | Danmark - Rumænien | 25-27 |
| 15.8. | Rumænien - Holland | 31-34 |
| 15.8. | Sverige - Danmark  | 31-26 |
| 16.8. | Holland - Danmark  | 25-24 |
| 16.8. | Sverige - Rumænien | 31-16 |

| Hold     | Dato | Kamp  | Res. |
| -------- | ---- | ----- | ---- |
| Holland  | 3    | 89-78 | 6    |
| Sverige  | 3    | 85-72 | 4    |
| Rumænien | 3    | 74-90 | 2    |
| Danmark  | 3    | 75-83 | 0    |

#### Gruppe D
| Dato  | Kamp               | Res.  |
| ----- | ------------------ | ----- |
| 14.8. | Rusland - Serbien  | 34-28 |
| 14.8. | Tyskland - Polen   | 40-22 |
| 15.8. | Polen - Rusland    | 27-42 |
| 15.8. | Serbien - Tyskland | 24-25 |
| 16.8. | Rusland - Tyskland | 31-33 |
| 16.8. | Serbien - Polen    | 29-29 |

| Hold     | Dato | Kamp    | Res. |
| -------- | ---- | ------- | ---- |
| Tyskland | 3    | 98-77   | 6    |
| Rusland  | 3    | 107-880 | 4    |
| Serbien  | 3    | 81-88   | 1    |
| Polen    | 3    | 078-111 | 1    |

### Mellemrunde
Holdene, der sluttede som nr. 3 eller 4 i grupperne i den indledende runde spillede i mellemrunden. De otte hold blev inddelt i to nye grupper med fire hold i hver. Resultater af indbyrdes opgør mellem hold fra samme indledende gruppe blev taget med til mellemrunden.
De to gruppevindere og de to toere gik videre til placeringskampene om 9. – 12.-pladserne, mens treerne og firerne måtte tage til takke med at spille om 13. – 16.-pladserne.

#### Gruppe I1
| Dato        | Kamp                   | Res.  |
| ----------- | ---------------------- | ----- |
| Indl. runde | Montenegro - Slovakiet | 24-23 |
| Indl. runde | Slovenien - Østrig     | 34-32 |
| 18.8.       | Østrig - Slovakiet     | 27-21 |
| 18.8.       | Slovenien - Montenegro | 23-28 |
| 19.8.       | Slovakiet - Slovenien  | 25-34 |
| 19.8.       | Østrig - Montenegro    | 14-31 |

| Hold       | Dato | Kamp  | Res. |
| ---------- | ---- | ----- | ---- |
| Montenegro | 3    | 83-60 | 6    |
| Slovenien  | 3    | 91-84 | 4    |
| Østrig     | 3    | 72-86 | 2    |
| Slovakiet  | 3    | 69-85 | 0    |

#### Gruppe I2
| Dato        | Kamp               | Res.  |
| ----------- | ------------------ | ----- |
| Indl. runde | Danmark - Rumænien | 25-27 |
| Indl. runde | Serbien - Polen    | 29-29 |
| 18.8.       | Danmark - Polen    | 38-21 |
| 18.8.       | Rumænien - Serbien | 23-31 |
| 19.8.       | Polen - Rumænien   | 29-27 |
| 19.8.       | Danmark - Serbien  | 22-32 |

| Hold     | Dato | Kamp  | Res. |
| -------- | ---- | ----- | ---- |
| Serbien  | 3    | 92-74 | 5    |
| Polen    | 3    | 79-94 | 3    |
| Rumænien | 3    | 77-85 | 2    |
| Danmark  | 3    | 85-80 | 2    |

### Hovedrunde
Holdene, der sluttede som nr. 1 eller 2 i grupperne i den indledende runde spillede i hovedrunden. De otte hold blev inddelt i to nye grupper med fire hold i hver. Resultater af indbyrdes opgør mellem hold fra samme indledende gruppe blev taget med til hovedrunden.
De to gruppevindere og de to toere gik videre til semifinalerne, mens treerne og firerne måtte tage til takke med at spille om 5. – 8.-pladserne.

#### Gruppe M1
| Dato        | Kamp               | Res.  |
| ----------- | ------------------ | ----- |
| Indl. runde | Spanien - Norge    | 19-22 |
| Indl. runde | Frankrig - Ungarn  | 17-28 |
| 18.8.       | Spanien - Frankrig | 13-20 |
| 18.8.       | Norge - Ungarn     | 24-24 |
| 19.8.       | Frankrig - Norge   | 25-27 |
| 19.8.       | Spanien - Ungarn   | 19-25 |

| Hold     | Dato | Kamp  | Res. |
| -------- | ---- | ----- | ---- |
| Ungarn   | 3    | 77-60 | 5    |
| Norge    | 3    | 73-68 | 5    |
| Frankrig | 3    | 62-68 | 2    |
| Spanien  | 3    | 51-67 | 0    |

#### Gruppe M2
| Dato        | Kamp               | Res.  |
| ----------- | ------------------ | ----- |
| Indl. runde | Holland - Sverige  | 30-23 |
| Indl. runde | Rusland - Tyskland | 31-33 |
| 18.8.       | Sverige - Rusland  | 22-33 |
| 18.8.       | Holland - Tyskland | 21-24 |
| 19.8.       | Rusland - Holland  | 26-26 |
| 19.8.       | Sverige - Tyskland | 39-31 |

| Hold     | Dato | Kamp  | Res. |
| -------- | ---- | ----- | ---- |
| Tyskland | 3    | 88-91 | 4    |
| Rusland  | 3    | 90-81 | 3    |
| Holland  | 3    | 77-73 | 3    |
| Sverige  | 3    | 84-94 | 2    |

### Placeringskampe
Placeringskampe om 13. – 16.-pladsen
| Dato                | Kamp                 | Res.        |
| Semifinaler         | Semifinaler          | Semifinaler |
| ------------------- | -------------------- | ----------- |
| 21.8.               | Østrig - Danmark     | 24-29       |
| 21.8.               | Rumænien - Slovakiet | 29-26       |
| Kamp om 15.-pladsen |                      |             |
| 22.8.               | Østrig - Slovakiet   | 31-23       |
| Kamp om 13.-pladsen |                      |             |
| 22.8.               | Danmark - Rumænien   | 29-26       |

| Samlet rangering | Samlet rangering |
| ---------------- | ---------------- |
| 13.              | Danmark          |
| 14.              | Rumænien         |
| 15.              | Østrig           |
| 16.              | Slovakiet        |

Placeringskampe om 9. – 12.-pladsen
| Dato                | Kamp                 | Res.        |
| Semifinaler         | Semifinaler          | Semifinaler |
| ------------------- | -------------------- | ----------- |
| 21.8.               | Montenegro - Polen   | 27-22       |
| 21.8.               | Serbien - Slovenien  | 30-31       |
| Kamp om 11.-pladsen |                      |             |
| 22.8.               | Polen - Serbien      | 24-39       |
| Kamp om 9.-pladsen  |                      |             |
| 22.8.               | Montegro - Slovenien | 26-20       |

| Samlet rangering | Samlet rangering |
| ---------------- | ---------------- |
| 9.               | Montenegro       |
| 10.              | Slovenien        |
| 11.              | Serbien          |
| 12.              | Polen            |

Placeringskampe om 5. – 8.-pladsen
| Dato               | Kamp               | Res.        |
| Semifinaler        | Semifinaler        | Semifinaler |
| ------------------ | ------------------ | ----------- |
| 21.8.              | Frankrig - Sverige | 27-24       |
| 21.8.              | Holland - Spanien  | 30-33       |
| Kamp om 7.-pladsen |                    |             |
| 22.8.              | Sverige - Holland  | 36-29       |
| Kamp om 5.-pladsen |                    |             |
| 22.8.              | Frankrig - Spanien | 29-18       |

| Samlet rangering | Samlet rangering |
| ---------------- | ---------------- |
| 5.               | Frankrig         |
| 6.               | Spanien          |
| 7.               | Sverige          |
| 8.               | Holland          |

### Finalekampe
| Dato        | Kamp               | Res.        |
| Semifinaler | Semifinaler        | Semifinaler |
| ----------- | ------------------ | ----------- |
| 21.8.       | Ungarn - Rusland   | 30-23       |
| 21.8.       | Tyskland - Norge   | 21-30       |
| Bronzekamp  |                    |             |
| 23.8.       | Rusland - Tyskland | 29-24       |
| Finale      |                    |             |
| 23.8.       | Ungarn - Norge     | 27-29       |

| Samlet rangering | Samlet rangering |
| ---------------- | ---------------- |
| 1.               | Norge            |
| 2.               | Ungarn           |
| 3.               | Rusland          |
| 4.               | Tyskland         |

### Medaljevindere
Tekst mangler, hjælp os med at skrive teksten